# Cornel Damian
Cornel Damian (ur. 8 maja 1960 w Jibou) – rumuński duchowny katolicki, biskup pomocniczy Bukaresztu od 2003 roku.

## Życiorys
Święcenia kapłańskie otrzymał 22 czerwca 1986 i został inkardynowany do archidiecezji Bukaresztu. Przez kilkanaście lat pracował jako duszpasterz parafialny. W 1991 został ponadto wykładowcą w miejscowym instytucie teologicznym. W latach 1998–2002 studiował w Rzymie, a po powrocie do diecezji został jej wikariuszem generalnym.

### Episkopat
31 października 2003 papież Jan Paweł II mianował go biskupem pomocniczym archidiecezji Bukaresztu, ze stolicą tytularną Iziriana. Sakry biskupiej udzielił mu 8 grudnia 2003 abp Ioan Robu.